# هارون هانكنسون
هارون هانكنسون هو ضابط وسياسي أمريكي، ولد في 7 فبراير 1735 في ماتاوان في الولايات المتحدة، وتوفي في 9 أكتوبر 1806 في Stillwater Township, New Jersey ‏ في الولايات المتحدة. انتخب عضو جمعية نيوجيرسي العامة ‏.